# Podróż Apostolska Franciszka do Afryki
Podróż apostolska papieża Franciszka do Afryki odbyła się w dniach 25 – 30 listopada 2015 roku. Obejmowała ona trzy kraje: Kenię, Ugandę i Republikę Środkowoafrykańską. Jedynym papieżem, który odwiedził Kenię, był św. Jan Paweł II. Była to 11. podróż apostolska papieża Franciszka.

## Program wizyty
- 25 listopada 2015

O 8:01 czasu europejskiego samolot z papieżem Franciszkiem wyleciał z rzymskiego lotniska Ciampino. O godz. 16.45 czasu miejscowego samolot włoskich linii lotniczych „Alitalia” A330 „Giotto” z Ojcem Świętym na pokładzie wylądował na międzynarodowym lotnisku im. Jomo Kenyatty w stolicy Kenii – Nairobi.
- 26 listopada 2015

O 8:15 w sali Nuncjatury Apostolskiej w Nairobi odbyło się międzyreligijne spotkanie ekumeniczne. Następnie o 10:00 na terenie kampusu Uniwersytetu w Nairobi papież odprawił mszę świętą. O 15:45 w kampusie sportowym Szkoły Św. Maryi w Nairobi papież spotkał się z kenijskimi duchownymi, klerykami, zakonnikami i zakonnicami. O 17:30 papież złożył wizytę w Biurze Narodów Zjednoczonych w Nairobi.
- 27 listopada 2015

Dzień papież rozpoczął od złożenia wizyty w slumsach Kangemi w Nairobi. O 10:00 odbyło się spotkanie z młodzieżą na stadionie Kasarani. O 11:15 w sali dla VIPów tego samego stadionu papież spotkał się z biskupami Kenii.
O 15:10 na lotnisku w Kenii odbyła się ceremonia pożegnalna, po której o 15:30 papież odleciał do Ugandy. Samolot z papieżem o 16:50 przyleciał na lotnisko w Entebbe. Po ceremonii powitalnej o 17:30 papież spotkał się z prezydentem Ugandy. O 18:00 w sali konferencyjnej Państwowego Domu w Kenii papież spotkał się z władzami korpusu dyplomatycznego Kenii. O 19:15 papież spotkał się w Munyonyo z katechetami i nauczycielami.
- 28 listopada 2015

O 8:30 papież złożył wizytę w Sanktuarium Męczenników Anglikańskich w Namugongo. Godzinę później w tym samym sanktuarium odprawił mszę świętą. O 15:15 w Kololo Air Strip w Kampali papież spotkał się z młodzieżą kenijską. O 17:00 odwiedził Dom Miłosierdzia Nalukolongo. O 18:00 spotkał się z biskupami Ugandy w domu arcybiskupim. O 19:00 w katedrze w Kampali papież spotkał się z kapłanami, zakonnikami i seminarzystami.
- 29 listopada 2015

O 9:15 papież odleciał samolotem z Entebbe do Bangi (Republika Środkowoafrykańska). O 10:00 samolot z papieżem przyleciał na lotnisko w Bangi, gdzie odbyła się ceremonia powitalna. Po powitaniu o 11:00 papież spotkał się w Pałacu Prezydenckim z prezydentem Ugandy. Pół godziny później przyjął rząd i korpus dyplomatyczny. O 12:15 złożył wizytę w ugandyjskim obozie uchodźców. O 13:00 spotkał się z biskupami RŚA. O 16:00 spotkał się z pracownikami Wydziału Teologii Ewangelickiej w Bangi.
O 19:00 była spowiedź dla młodzieży, po której odbyło się nocne czuwanie na placu naprzeciwko katedry.
- 30 listopada 2015

O 8:15 papież spotkał się z muzułmanami w Centralnym Meczecie Koudoukou w Bangi. Po spotkaniu z muzułmanami o 9:30 odprawił mszę świętą na stadionie Kompleksu Sportowego Barthélemy Boganda. Po mszy o 12:15 odbyła się ceremonia pożegnalna na lotnisku w Bangi, po której kwadrans później papież odleciał do Rzymu. O godz. 18.32 samolot włoskich linii lotniczych „Alitalia” A330 "Giotto" z papieżem Franciszkiem na pokładzie wylądował na rzymskim lotnisku Ciampino.